# Собор Рождества Христова (Выкса)
Собор Рождества Христова — православный храм в городе Выкса Нижегородской области, кафедральный собор Выксунской епархии Русской православной церкви.

## История

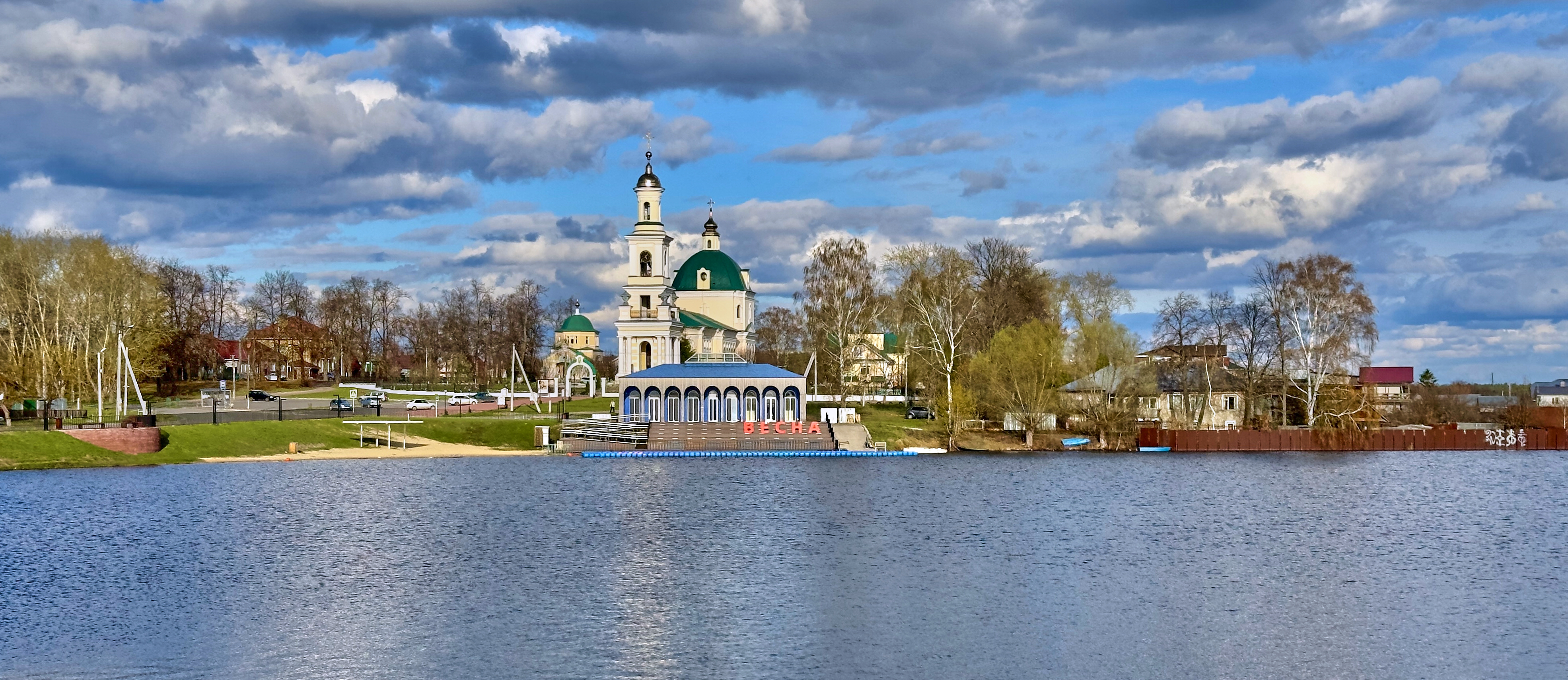
Вид на храм с плотины Верхневыксунского пруда

Церковь Рождества Христова в городе Выкса построена в 1773 году на деньги местных братьев-заводчиков Ивана и Андрея Родионовичей Баташёвых. Освящена малым чином. Приделы храма были освящены в честь апостола Иоанна Богослова (правый) и святителя Николая Чудотворца (левый). Храм расположен на соборной площади около большого Нововыксунского пруда. Вокруг храма находятся жилые дома бывшей слободы Верхнего доменного завода.
В 1930-е годы советские власти несколько раз закрывали церковь; её настоятеля, священника Петра Смольянинова, арестовывали. В 1937 году храм окончательно закрыли, священника репрессировали. В годы Великой Отечественной войны в здании храма работала столовая для военнослужащих, потом в разное время была конюшня, автозаправка, пожарная станция.
На рубеже 1980-1990-х годов была начата масштабная реставрация храма под руководством первого настоятеля, протоиерея Геннадия Колоколова. В 1990 году архиепископом Горьковским и Арзамасским Николаем (Кутеповым) был освящён правый придел во имя святителя Николая Чудотворца (бывший некогда Иоанно-Богословским), в 1991 году освящён главный престол в честь Рождества Христова. В 2014 году, после многолетнего перерыва, левый придел был освящен в честь великомученика Пантелеимона (ранее этого посвящения придела не было). В честь апостола Иоанна Богослова была освящена вторая, "Малая церковь" города Выксы, имевшая до революции посвящение в честь Рождества Богородицы. В отличие от этого храма, храм Рождества Христова традиционно именуется "Большой церковью". Обе церкви упомянуты в романе Евгения Салиаса "Владимирские мономахи": "Невдалеке от большого дома высилась главная церковь среди площади, а кругом нее и лицом к ней протянулись небольшие домики духовенства и главных заводских заправил, и вольных, и крепостных... У слободы была своя церковь, которую звали малой. Рабочий люд не имел права являться в большую церковь, которая впрочем и без них бывала в праздничные дни полнехонька "важными" людьми, начиная с семейств приживальщиков и кончая разными управителями и смотрителями с семьями".
За алтарем храма был похоронен один из его первых благодетелей нового периода Сидоров Игорь Петрович (1940-2001) — директор Выксунского металлургического завода в 1997-1999 годах.
С 2004 года в течение нескольких лет проводилась роспись стен.
Настоятель храма — епископ Гедеон (Губка). Престольные праздники: Рождество Христово (7 января), святителя Николая Чудотворца (22 мая и 19 декабря), великомученика Пантелеимона (9 августа).

## Архитектура

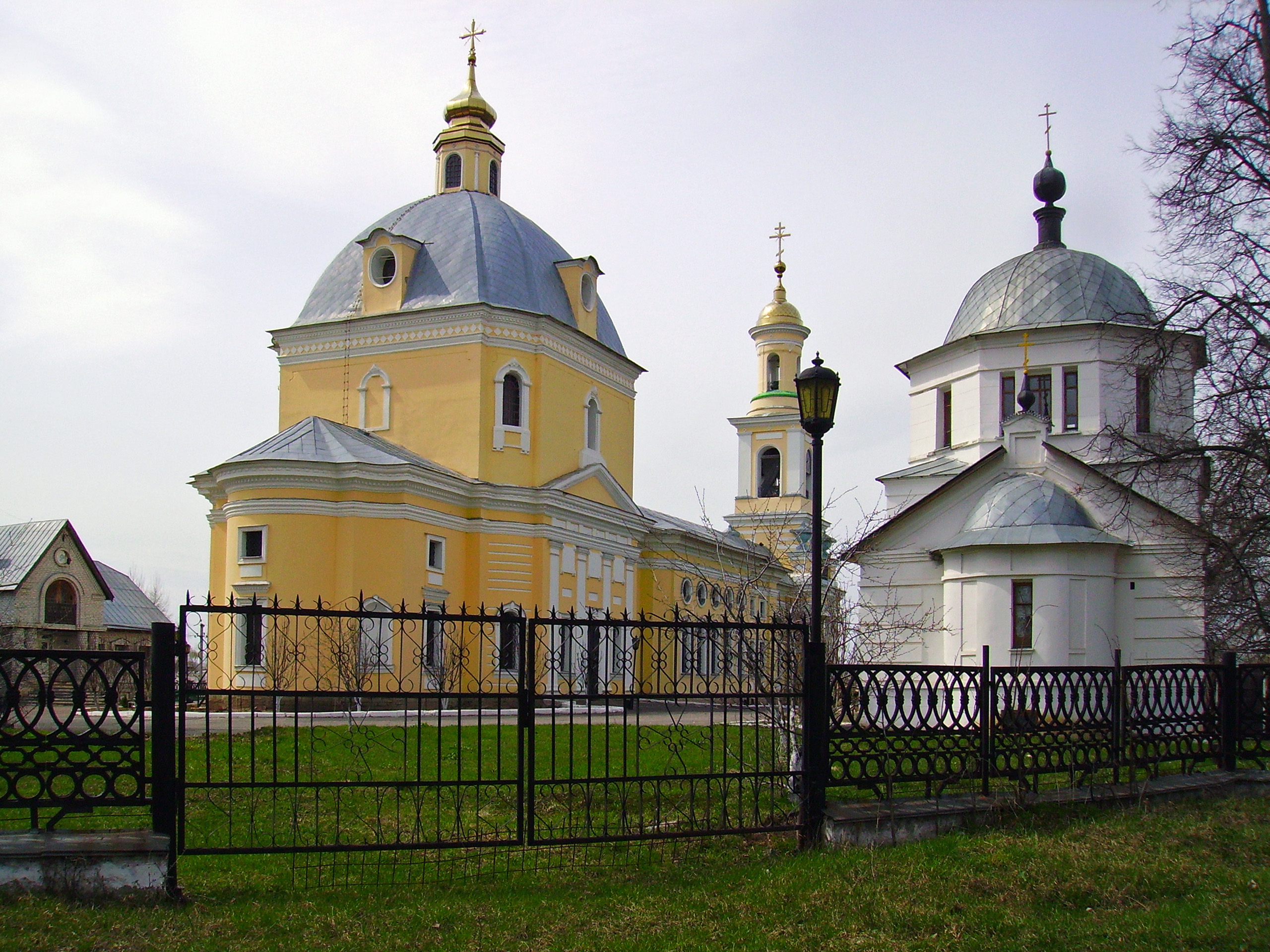
Христорождественская церковь

Церковь Рождества Христова размещается в двухэтажном кирпичном оштукатуренном здании с колоннами и портиком. Храм окрашен в жёлтый цвет, архитектурные детали выделены белым цветом. Второй этаж выполнен с полуциркульными окнами, шатровым куполом со слуховыми окнами, позолоченной главкой с крестом. Здание имеет опоясывающий карниз над вторым этажом, четырёхъярусную колокольню с православными крестами и часами на третьем ярусе, три престола.
В летней части храма сделаны две винтовые чугунные лестницы, ведущие к балкону второго этажа. По карнизу располагаются лепные изображения ангелов. Полы в зимней части деревянные, а в летней — мраморные.
При приходе церкви Рождества Христова функционирует воскресная школа. Рядом с храмом в 1993 году построено трёхэтажное здание Духовного центра с трапезной и церковным музеем.
Около храма Рождества Христова в 1999 году построен и освящен крестильный храм в честь преподобного Варнавы Гефсиманского, с баптистерием. Территория храма и крестильни огорожена ажурной чугунной оградой, выполненной мастерами Выксунского металлургического завода.

## Настоятели храма
Нарциссов И. М., иерей (упом. в 1888 г.);
Нарциссов Михаил Иванович, протоиерей (упом. в 1904 г.);
Колоколов Геннадий Викторович, протоиерей (1988-2006);
Кирилл (Покровский), архимандрит (2006-2009);
Покровский Игорь Германович, иерей (2009-2012);
Варнава (Баранов), епископ Выксунский и Павловский (2012-2023);
Гедеон (Губка), епископ Выксунский и Павловский (с 2024 г.)